# (46568) Stevenlee
(46568) Stevenlee (1991 SL) – planetoida z pasa głównego asteroid okrążająca Słońce w ciągu 2,75 lat w średniej odległości 1,96 au. Odkryta 30 września 1991 roku.